# Coasta lui Adam (film din 1958)
Coasta lui Adam (titlul original: în bulgară Ребро Адамово, transliterat: Rebro Adamovo) este un film dramatic bulgăresc, 
realizat în 1956 de regizorul Anton Marinovici, protagoniști fiind actorii Emilia Radeva, Liubomir Kabakciev, Gheorghi Polov și Ghinka Stanceva. 

## Conținut
O tânără bulgară musulmană, Ziulker vrea să studieze și să devină profesoară, însă tatăl ei decide să o mărite. După nuntă, Ziulker fuge la oraș. Acolo începe să lucreze făcând curat în cămine, apoi ajută un medic într-o policlinică. Soțul, o caută și după ce o găsește, o duce înapoi în sat. O bate și o umilește pe Ziulker în toate modurile posibile. Ca urmare, naște prematur un copil, îl ia cu ea și pleacă la Plovdiv unde se înscrie la o școală musulmană. Ziulker are multe dificultăți de depășit. Tânăra femeie, cunoaște în oraș simpatia profesorul ei Stefanov, de care se îndrăgostește. Cu ajutorul său, Ziulker își finalizează cu succes studiile și decide să se întoarcă în satul natal ca profesoară. Stefanov o urmează și îi propune să se căsătorească cu el...

## Distribuție
- Emilia Radeva – Ziulker
- Liubomir Kabakciev – Stefanov
- Gheorghi Polov – Adam
- Nikola Popov – directorul
- Ghinka Stanceva – Hatidje
- Ivan Bratanov – Suleiman
- Elena Hranova – mama lui Suleiman
- Gheorghi Kaloiancev – un miner
- Dimitrina Savova – Aișa
- Dimitr Peșev – un miner
- Hristo Dinev –
- Nikola Dadov –